# Ernst Weller
Christian Ernst Friedrich Weller (* 30. April 1789 in Gotha; † 28. März 1854 in Jena) war ein deutscher Philologe, Bibliothekar und fürstlich reußischer Legationsrat.

## Leben
Ab 1811 studierte Weller in Jena und promovierte dort am 3. Mai 1816 zum Doktor der Philosophie. Zwischendurch nahm er an den Befreiungskriegen teil und war Mitglied der Urburschenschaft. 1817 nahm er am Wartburgfest teil.
Ab April 1818 war Weller Hilfsbeamter der Oberaufsicht an der Universität Jena, wurde zwar im selben Jahr in der Universitätsbibliothek beschäftigt, bekam auch ab 1820 ein festes Gehalt und wurde aber erst ab 1830 angestellter Bibliotheksassistent. Für die Jahre 1820 bis 1831 sind seine Dienst-Tagebücher erhalten geblieben (ThULB: AB III, 1-12).
1826 heiratete er Adelheid Henriette Amalia von Kropf (um 1803–1870), Tochter des preußischen Hauptmanns Karl Friedrich von Kropf auf Zeutsch. In den Jahren 1827 bis 1838 wurden dem Paar drei Söhne und zwei Töchter geboren.
1832 wurde Weller zum Legationsrat berufen.

## Goethe
Als zuständiger Minister am Weimarer Hofe wurde Goethe ab 1817 mit dem „stockenden Wesen“ der Jenaer Universitätsbibliothek konfrontiert. Zum Beispiel der Briefwechsel mit Weller in jenen Jahren widerspiegelt die Bemühungen Goethes. Dabei setzte der Minister unter anderen auf Wellers sicheres Urteil; ließ sich des Öfteren berichten.